# Berthe Morisot
Berthe Morisot (Pariz, 14. siječnja 1841. – Pariz, 2. ožujka 1895.), francuska slikarica i grafičarka; prva impresionistička slikarica, priznata članica Impresionističke skupine.

## Životopis
Berthe Morisot je rođena u bogatoj obitelji i imala je privatne satove iz slikanja i crtanja. Već 1864. godine izlagala je na slavnom pariškom Salonu. Učila slikarstvo kod velikana romantičarskog pejzaža i barbizonske škole, C. Corota, no odbijala je konvencionalni stil svojih učitelja te odlučila slikati u impresionističkom stilu. Presudno je na njeno slikarstvo utjecao C. Monet, a poslije i A. Renoir. Udajom za njegova brata Eugènea, Morisot je postala svojta svome kolegi i prijatelju E. Manetu.
Morisot se specijalizirala za nježno slikanje obiteljskog života i morskih krajolika laganim potezima kista.

## Djela
Berthe Morisot se, poput Mary Cassatt, opredijelila za intimne obiteljske scene, krajolike i marine profinjenih bojaizvedenih širokim potezima kista. Iste motive je radila i u grafici, najčešće bakropisu.
Na slici Kolijevka (1873.) Morisot istražuje bliskost majke i djeteta kroz krupni kadar u kojemu os kompozicije čine dijagonale zastora i majčinog pogleda. Na slikama se ponavljaju slične krivulje (zastora, majčine i djetetove ruke) koje pojačavaju vezu majke i djeteta. Opušteni potezi kista (zbog kojih je, poput drugih impresionista, često bila podvrgnuta kritici) dočaravaju prozirnost zastora kolijevke i sjaj vanjskog svjetla na prozorskoj zavjesi, dok su ostali dijelovi slike potpuno tamni. Time se stvara dinamičan kontrast koji umiruje jedino majčina haljina koja je tamna, ali sa svjetlijim prugama. 
- Na balkonu, 1872., ulje na platnu, privatno vlasništvo (Sammlung Ittleson), New York.
- Eugene Manet ispred prozora, 1875., ulje na platnu, 38,1 × 46 cm, privatno vlasništvo.
- Mlada žena pri toaleti, 1875., Umjetnički institut, Chicago.
- Ljetni dan, 1879., ulje na platnu, 44 × 73 cm, Tate galerija, London.

## Vanjske poveznice
- Berthe Morisot na WebMuseum (engl.)